# Barbara Armbrust
Barbara Armbrust (ur. 13 sierpnia 1963 w St. Catharines) – kanadyjska wioślarka, srebrna medalistka olimpijska i brązowa medalistka mistrzostw świata.

## Kariera
Wystąpiła na igrzyskach olimpijskich w Los Angeles w 1984, gdzie osada Kanady w składzie: Marilyn Brain, Angela Schneider, Barbara Armbrust, Jane Tregunno i Lesley Thompson zdobyła srebrny medal w czwórkach ze sternikiem. W finale A o 2,55 sekundy przegrały z osadą Rumunii, a o 1,74 sekundy wyprzedziły Australijki. Był to jej jedyny start olimpijski.
W tej samej konkurencji zdobyła brązowy medal na mistrzostwach świata w Hazewinkel (1985). Zajęła też czwarte miejsce w ósemkach na mistrzostwach świata w Duisburgu (1983), gdzie walkę o medal Kanada przegrała z osadą NRD o 2,31 sekundy.
Kształciła się na University of Victoria.